# أسبيل كيبروب
أسبيل كيبروتو كيبروب (بالإنجليزية: Asbel Kiprop) (مواليد 30 يونيو 1989، غيشو واسين) هو عداء كيني يلعب في المسافات المتوسطة، ومتخصص في 1500 متر. حصل على الميدالية الذهبية في دورة الألعاب الأولمبية الصيفية لعام 2008 بعد أن سحب من رشيد رمزي الفائز بها أولا بسبب تناوله للمنشطات. وفاز كيبروب بلقبه العالمي الأول في بطولة العالم عام 2011.

## احصائات

### أرقام شخصية
| مسافة    | الرقم   | المكان         | تاريخ      |
| -------- | ------- | -------------- | ---------- |
| 800 متر  | 1:43.15 | موناكو         | 2011-07-22 |
| 1500 متر | 3:28.88 | موناكو         | 2012-07-20 |
| المايل   | 3:48.50 | يوجين، أوريغون | 2009-06-07 |
| 3000 متر | 7:42.32 | تورينو         | 2007-06-08 |

## وصلات خارجية
- أسبيل كيبروب على موقع الاتحاد الدولي لألعاب القوى.

## روابط خارجية
- أسبيل كيبروب على موقع الاتحاد الدولي لألعاب القوى (الإنجليزية)
- أسبيل كيبروب على موقع الدوري الماسي (الإنجليزية)
- أسبيل كيبروب على موقع أوليمبيديا (الإنجليزية)